# 豬哥亮
豬哥亮（台灣話：Ti-ko-liāng，1946年12月6日—2017年5月15日），原名謝新達，復出後改名謝友偵，臺灣節目主持人、歌手、喜劇演員，出生於高雄市左營區，為女歌手謝金燕、謝金晶之父，有「秀場天王」之稱號，是台灣演藝界中家喻戶曉的傳奇人物。在1980年代，他的藝名「豬哥亮」在秀場上曾與張菲、邢峰齊名，並稱「南豬北張中邢峰」，亦有人加入高凌風和倪敏然，合稱為「南豬、北張、中邢峰、高凌風草上飛、倪敏然總管」。
豬哥亮的演藝活動大多使用台灣話，在臺灣走紅以後，豬哥亮在各個福佬話社群中，如中國和東南亞的閩南人之間也頗有知名度，他早期的《豬哥亮歌廳秀》或其他秀場錄影帶和光碟在當時知識產權觀念尚未普及的年代，在閩南地區（泉州、漳州、廈門）也有盜版品推出並頗受歡迎，當代的有線電視也盜播過他的歌廳秀節目。閩南地區不少的觀眾都是租豬哥亮的錄影帶或光碟長大的，時至今日仍能在光碟店租得到豬哥亮的秀場影片。
1993年，豬哥亮疑沉迷於大家樂、六合彩等賭博而積欠大筆賭債，躲住高凌風家多年因此而跑路。1997年曾短暫復出，1999年再度離開演藝圈，沉潛十年之久，直到2009年豬哥亮被《蘋果日報》記者發現，因而暴露行蹤。當年4月24日豬哥亮為燦坤3C拍攝電視廣告而復出。回到演藝圈之後，引用廣告台詞而稱這數年的跑路為「出國深造」。同年的8月1日豬哥亮復出演藝界之後，主持的第一個綜藝節目為民視《豬哥會社》，收視率曾衝破10%；2010年10月22日，豬哥亮與侯怡君以《豬哥會社》拿下第45屆金鐘獎「綜藝節目主持人獎」。主持酬勞於民視綜藝節目《豬哥會社》一集新臺幣30萬元、中視《萬秀豬王》70萬元，直至華視《華視天王豬哥秀》的85萬元，創下台灣主持界最高紀錄。
2011年起，每年豬哥亮都會在春節（農曆新年）時期推出主演的過年賀歲片，如《雞排英雄》、《大尾鱸鰻》、《大稻埕》、《大囍臨門》、《大尾鱸鰻2》等電影，每年均破新臺幣億萬票房，讓豬哥亮有「破億票房天王」、「賀歲帝」之名，直到2017年的《大釣哥》中斷這項記錄（票房6932萬），此電影是豬哥亮的電影遺作。2017年5月15日，豬哥亮因病逝世，享壽70歲。而在其逝世後，也出現了「豬哥亮沒有死」的網絡迷因，以表現對他的支持。

## 生平經歷

### 早期生活與出道過程
豬哥亮生於高雄左營，出身左營五甲的謝氏家族（祖籍泉州惠安），早年豬哥亮的父親「謝色」，綽號「阿尿」，為菜販，開設菜攤，因為左營駐軍多，菜攤生意興隆，謝父指揮長子、次子豬哥亮、么子等三兄弟做生意，豬哥亮小時候騎腳踏車幫忙送菜，閒暇之餘演布袋戲或開黃腔娛樂鄰居小朋友，為人講人情味。豬哥亮就讀高雄市左營區舊城國民學校時即展露表演天份，根據當時同班的班長、今知名作家陳芳明的回憶：有次豬哥亮在班上闖禍，老師要體罰他；但他表演了一段搞笑才藝，讓全班哄堂大笑，也因此躲過了體罰。
豬哥亮14歲那一年，離開左營尋找屬於自己的舞台。他因為演戲的關係而加入了「新劇團」，拜林松煙為師，開始在後台拉幕學習，並跟著劇團四處流浪。17歲時，新劇團從屏東縣車城鄉前往花蓮縣玉里鎮表演時，最重要的角色擔綱者矮仔塗（本名許金塗 ，已故早期台灣藝人）不小心被釘子刺到腳，半夜傷勢惡化，導致無法演出。豬哥亮自告奮勇想要頂替矮仔塗演戲，卻被老闆責罵。豬哥亮表示，若他演不好，老闆可將他破門逐出，結果豬哥亮表現優異，讓老闆對豬哥亮的演技讚嘆不已。兩個月後，矮仔塗的腳傷好了，豬哥亮不想回任拉幕工作，於是藉由林松煙的介紹，到了另外一個新成立的劇團。他憑著天賦與努力，得到劇團師父的賞識與重用，成為了一名專業的編劇與演員。
豬哥亮20歲時入伍服役。豬哥亮的鄰居稱，豬哥亮於中華民國陸軍服役時曾多次逃兵，被憲兵逮捕銬回老家；豬哥亮逃兵被捕後，其大哥用錢疏通，豬哥亮才順利退伍。豬哥亮稱自己真的有服完兵役，但對於逃兵一事開玩笑說，自己不是逃兵，都有請假，只是軍營的長官沒看到而已。
有人說豬哥亮退伍後曾成為「師公」（臺語對道士的稱呼），根據其好友邢峰的說法，豬哥亮曾任殯葬業的師公，負責弄「鐃」，並取得綽號「師公達」。也有說法指稱，豬哥亮篤信臺灣民間信仰，曾在一些神壇學過閭山派、普庵派的道教咒語，而後在話劇中，他扮演師公，因能「行罡步斗」，念誦諸多咒語，表現優異，所以人稱「師公達」。豬哥亮的叔公表示，豬哥亮從小鬼靈精怪，很愛「練肖話」（胡言亂語、開玩笑），玩伴於是幫他取了外號「師公達」，豬哥亮並未真的當過師公。家屬整理後還原綽號由來，因豬哥亮兒時就有高超模仿功力，模仿喪家請來的「師公」時，維妙維肖，才會被叫「師公達仔」。後豬哥亮回左營開服裝公司，另據導演游啟東回憶，其開設的是委託行（以個人名義進口舶來品的公司）。

### 走紅

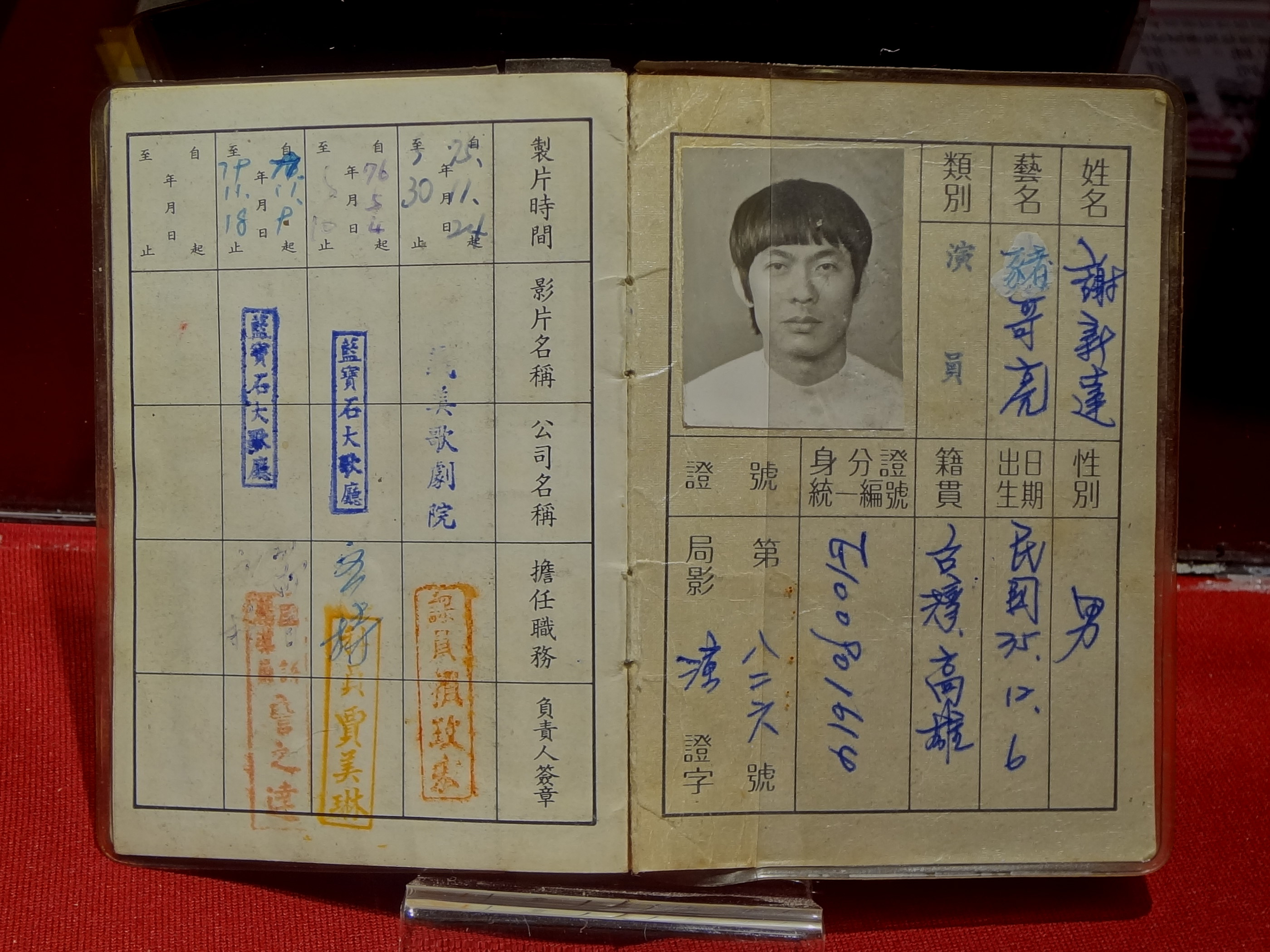
行政院新聞局發給豬哥亮的演員證

豬哥亮31歲時，游啟東（當時藝名游東榮）找豬哥亮演戲，豬哥亮爽快答應，於是在高雄市八德二路今日歌劇院參加演出劇碼《廖添丁》。豬哥亮擔任劇中丑角「豬哥亮」而一鳴驚人，便以此作為藝名。《廖添丁》公演結束後，豬哥亮因為藝人張健與「急智歌王」張帝的推薦，進入了楊登魁創辦的藍寶石大歌廳，擔任秀場的導演及編劇。有一天，藍寶石大歌廳當家主持人費貞綾因故不克出席，三十一歲的豬哥亮便代替費貞綾站上藍寶石大歌廳的舞臺，正式出道。透過費貞綾的引薦，豬哥亮與藍寶石大歌廳簽訂一季主持合約，第一個主持搭檔是比他早出道的康弘，後也搭配余天、黃西田等一起演出，這樣的主持風格「笑果」十足，在短劇中的表現也相當詼諧逗趣，因此一炮而紅。豬哥亮以「馬桶蓋」髮型（西北髮廊老闆的設計）稱霸南台灣。
1980年代，《豬哥亮歌廳秀》錄影帶風靡全台，豬哥亮成為大街小巷家喻戶曉的人物。豬哥亮合作的對象除了余天之外，有時還包括了黃西田、賀一航、劉福助、小亮哥、李亞萍、朱慧珍等。他們通常是先訪問一下歌手、並讓歌手唱歌，而後他們與歌手一起演短劇；或者他們扮演乩童、道士，讓歌手來向他們求問感情、事業、甚至下一期大家樂的明牌。在這些表演中，豬哥亮也天馬行空，常常會說出令人意想不到的笑哏，因而獲得觀眾喜愛。豬哥亮全盛時期相當輝煌，作秀日薪高達新臺幣十萬元，曾與邢峰、廖峻在高雄市喜相逢大歌廳組成團體「三劍客」；邢峰表示，當時高雄四十坪的透天厝一棟只要新臺幣五萬元，豬哥亮一日的酬勞就可買兩棟。白冰冰則說，豬哥亮一天進帳新臺幣十萬元之外，還是當時大牌歌手爭取受訪的對象；當時每家歌廳都在搶鄧麗君、崔苔菁、洪榮宏等大牌歌星，但他們都搶著想被豬哥亮訪問。
1988年10月8日，豬哥亮在藍寶石大歌廳後方遭槍擊，是台灣第二個遭槍擊的藝人（第一個則是1983年4月2日同樣在藍寶石大歌廳遇襲的高凌風）。2009年，賀一航在中天綜合台談話性節目《康熙來了》說，當時他看到一個黑道大哥帶了一個小弟向豬哥亮討債，小弟拿一支手槍抵住豬哥亮的背部要豬哥亮跟他們走，不料手槍走火，他一聽到槍聲就趴下，他起來時看到豬哥亮已經中彈。

### 躲債潛逃（「出國深造」）

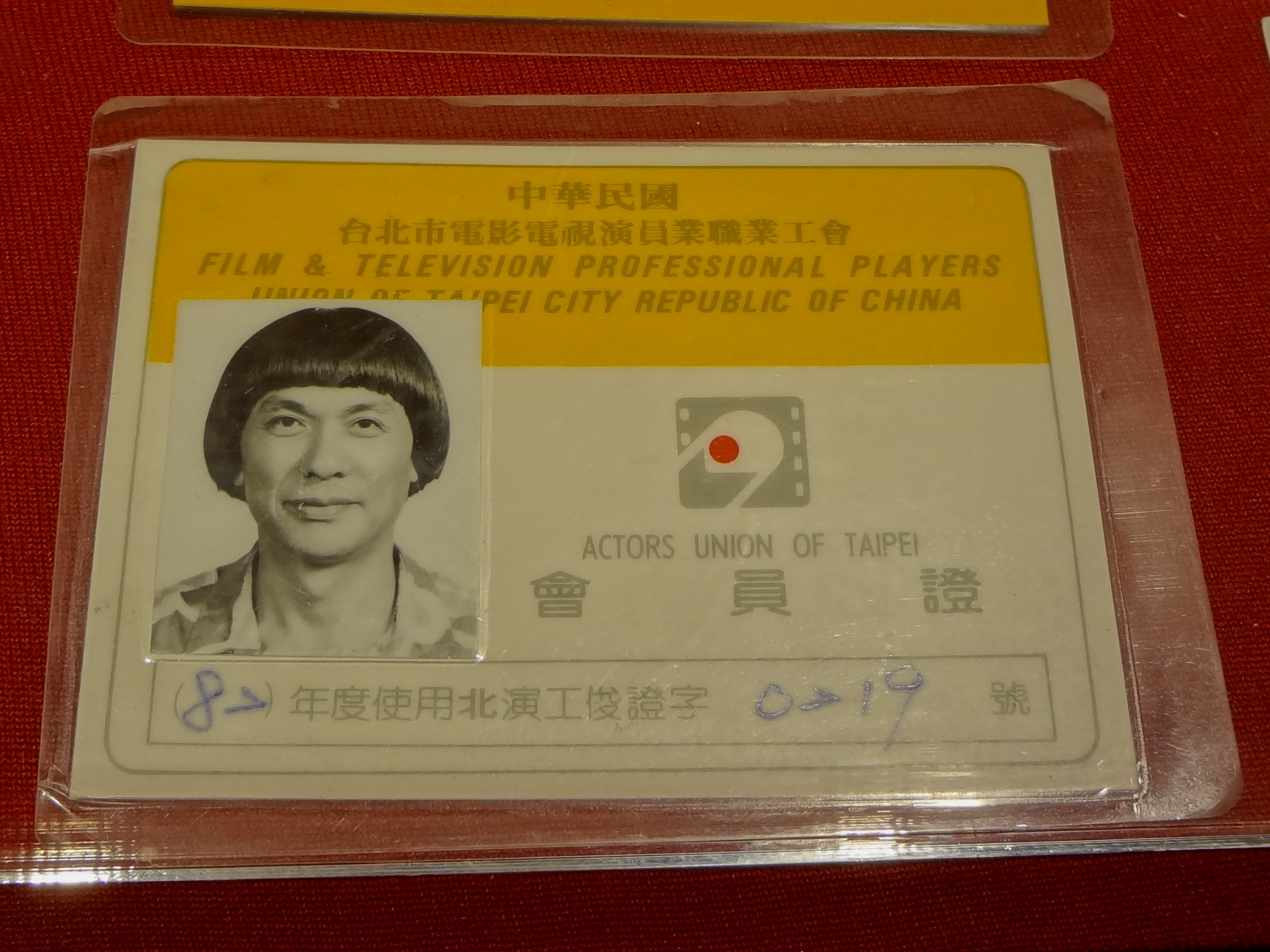
1993年，台北市電影電視演員業職業工會發給豬哥亮的會員證

豬哥亮沉迷於大家樂、六合彩，他曾經贏過彩金新台幣1.4億元，但勝景不常，最後依然大輸而積欠大筆賭債，1993年因此跑路。1997年曾短暫復出，1999年再度離開演藝圈，沉潛十年。
2002年6月，屏東縣萬丹鄉水流仙姑寺的工作人員表示，豬哥亮曾經到該廟拜拜，拜拜時已無過去身邊前呼後擁的排場，來到廟裡也只是和廟方人員閒話家常。又有傳說豬哥亮在屏東縣萬丹鄉五王宮擔任廟公，但五王宮的工作人員否認有這回事。2008年1月，康弘爆料，豬哥亮的妻子在台南的流動夜市賣女裝，過得還可以，閒暇時會帶小孩去逛夜市、吃牛排、釣魚。
豬哥亮後來自稱，自己並不是不工作，當時非常辛苦，四處找工作都碰壁，連應徵大樓管理員都不被錄取，灰心之餘，還一度想要剃髮出家，當和尚。他也考慮過自盡，向南投宮廟的王爺神祈禱、擲筊，遭到神諭勸阻，並指示他勿尋短，總有一天能重出藝壇。
直到2009年2月19日，豬哥亮被《蘋果日報》記者發現在高雄、屏東一帶出沒，最後在屏東縣潮州鎮延平路上的旗魚黑輪店用餐的時候被狗仔隊捕獲身影，豬哥亮則是隨即離開黑輪店駕車而去。在被狗仔隊直擊採訪時，豬哥亮剪了俐落短髮，形貌已與過去大不相同。

### 藝界復出

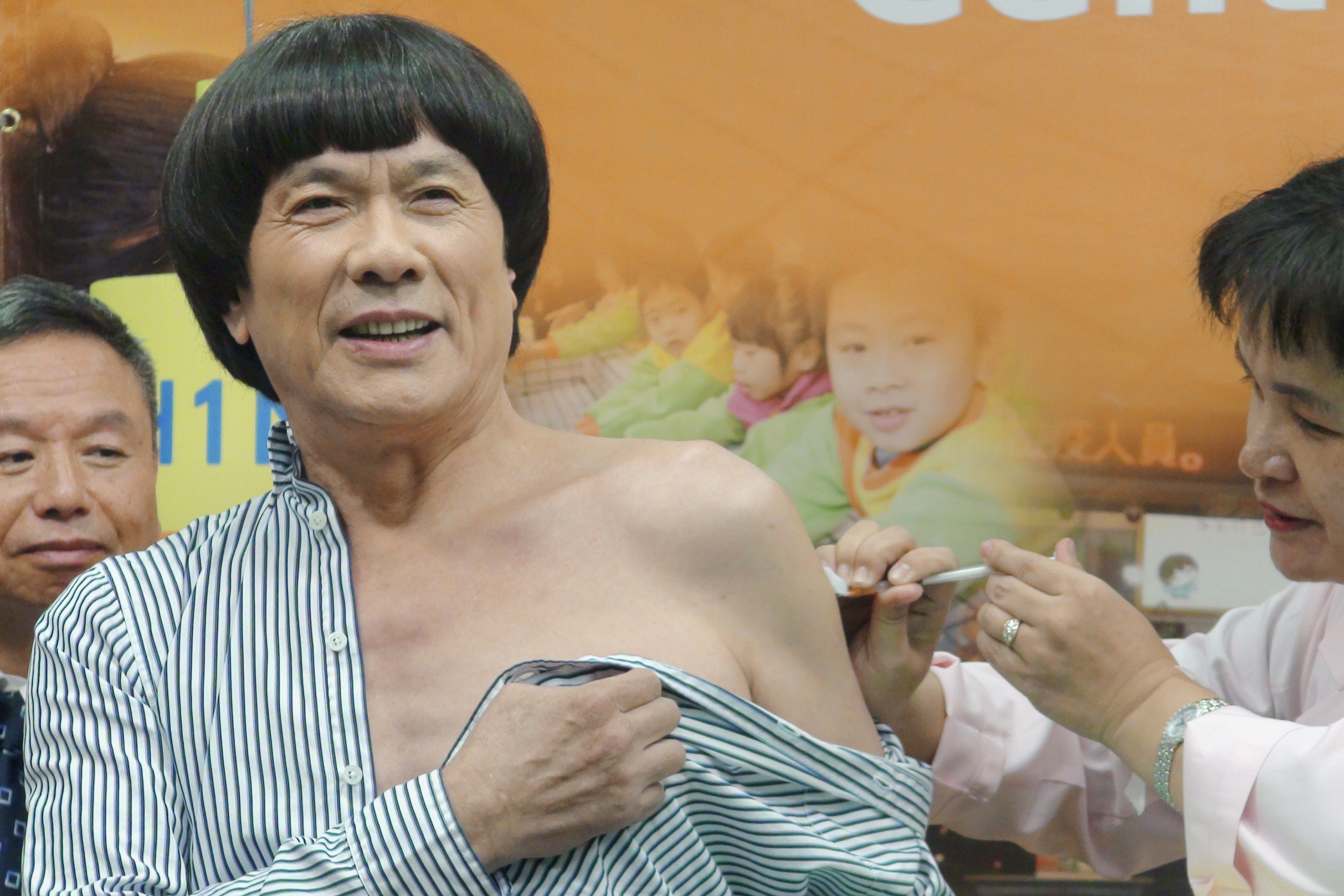
2009年，豬哥亮施打疫苗

2009年2月19日至4月22日，豬哥亮被《蘋果日報》發現的消息震撼演藝圈，許多與豬哥亮交好的藝人紛紛喊話，包含方駿、向娃、劉福助、陳盈潔、白冰冰，熱心者如余天、高凌風多方奔波，幫助豬哥亮復出。其中，電視劇製作人周遊表示，希望豬哥亮能參演她籌備的中視大戲《我的老婆不是人》。跟他並稱南豬北張的張菲也曾表示，願意降價以與豬哥亮搭檔；並說豬哥亮復出是「兵馬俑出土」，稀奇又珍貴，價碼一定會高 。
2009年4月23日，余天證實，豬哥亮已經為燦坤3C拍攝好一支全新電視廣告，由范可欽製作，代言費為新台幣200萬元，並打算藉此廣告作為復出的試金石。2009年4月24日，范可欽公布該廣告播出前，做為前導的豬哥亮獨白影片，並在台灣各大電視頻道播出。在該段影片中，豬哥亮以台語稱：「十多年沒跟大家見面，因為我『出國深造』。我很感謝、也很佩服媒體可以拍到我去吃黑輪。我一直想復出，但一直沒勇氣。幸虧有好朋友如余天、高凌風等人給我鼓勵，加上導演操刀。從來沒有人像他們這麼愛我。本來很想開記者會，但我好像從未開過記者會。如果大家要我出來，請大家給我鼓勵。」同日，燦坤3C總經理閻俊傑證實，燦坤3C希望憑藉豬哥亮的重新站起來，給予台灣向上提升與重新出發的力量，也使燦坤3C品牌形象能與台灣消費者更親密。此台詞中的「出國深造」，往後成為了豬哥亮跑路時期的代稱。
2009年6月5日，豬哥亮前往八大電視總部，拜會時為八大電視榮譽董事長的楊登魁，在媒體前公開宣布和解，楊登魁也表示會協助豬哥亮早日還清債務。豬哥亮因顧及面子，在被《蘋果日報》發現而重回公眾場合之際，也一直未與楊登魁見面；之後豬哥亮透過結拜兄弟、新北市板橋區新埔地方聞人「黑龍」黃良誥私下奔走，黃良誥在一場餐會上向楊登魁說「無，乎豬仔做抵的」（臺灣話，意為「不然，讓豬哥亮工作來抵償債務」），才促成兩人的公開和解。
由於楊登魁在台灣演藝圈的教父級地位，豬哥亮能與楊登魁公開見面，也等同豬哥亮得以在演藝圈全面復出。

### 復出後
2009年6月5日，靖天傳播取得《豬哥亮精華秀》、《台灣歌謠一百年》、《豬哥亮與嘉慶君》與《豬哥亮戲劇精選》等4套綜藝節目的授權，在中華電信MOD隨選視訊服務區提供上列4套節目，並在2009年底前全部上架。
2009年7月7日，預計由豬哥亮、謝金燕、陽帆、小禎主持的華視綜藝節目《豬哥豬哥亮晶晶》因消息走漏而夭折，原因是民視不滿豬哥亮在主持民視綜藝節目《豬哥會社》的同時又主持其他電視台的節目。當時豬哥亮經紀人蘇瑞煌說，已經談定先以民視為主，不排除以後再與華視合作；華視副總經理胡漢新則說，如果豬哥亮能主持復出後的第二個節目，該節目一定會在華視播。
2010年10月22日，豬哥亮與侯怡君以民視綜藝節目《豬哥會社》榮獲第45屆金鐘獎綜藝節目主持人獎。

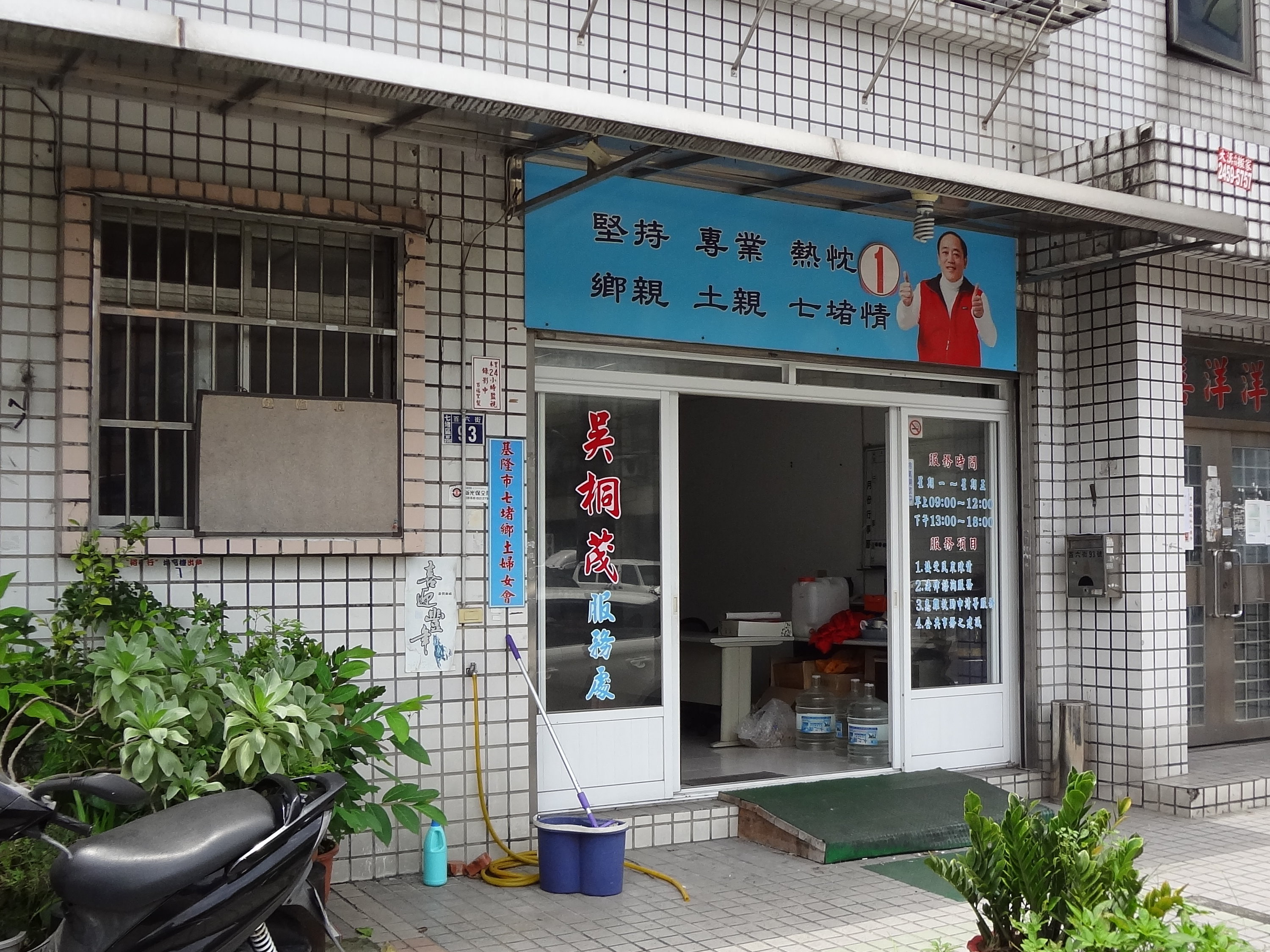
吳桐茂服務處，2014年2月28日豬哥亮親臨助選

2014年2月28日，無黨籍基隆市議員參選人吳桐茂在基隆市七堵區百六街成立服務處，豬哥亮親臨助選；豬哥亮說，吳桐茂及其胞兄吳桐潭是他人生中的大恩人，他的故鄉是左營，第二故鄉是板橋，「如果阿茂高票當選，七堵就是我的第三故鄉」。

### 罹癌
2014年5月30日，豬哥亮證實自己罹患大腸癌第二期。診斷後，由於擔心接受治療後的副作用，因而沒有立即接受積極治療，選擇以工作為重，也因當時許多人認為豬哥亮只是想炒新聞，因而逼迫豬哥亮拿出台大醫院診斷書，之後他也使用了許多中藥、草藥、針灸、偏方與民俗療法。
2016年，癌症惡化，腹積水多達6,600毫升，腰圍脹到48吋，豬哥亮於是到宮廟擲筊祈求神示，神明要他相信現代醫學，即刻開刀。
2016年9月6日，因身體不適且嚴重腹積水，緊急入院並立即接受手術治療。然而此時大腸癌已惡化至末期，癌細胞轉移至腹部、肝臟及肺部。術後，豬哥亮提到：「自己應當相信西醫，立即住院治療，而不是病情惡化後才開刀。」

2017年1月，豬哥亮拖著病體為自製自演的賀歲片《大釣哥》造勢宣傳及錄製除夕特別節目。那時豬哥亮表示要靠意志力支撐，「尤其看著親人、兒女，那種天倫，會讓我想要活下去」。
2017年2月，參加新港奉天宮媽祖遶境活動，這是豬哥亮最後一次公開亮相。
2017年3月，住進台大醫院。原本依照療程要進行第6次化療，但身體十分虛弱，且出現感染症狀，無法進行化療。稍後因病情惡化，接受安寧療護。院方以點滴輸液為豬哥亮補充營養及水分並適時給予止痛藥。家人當時便簽下放棄急救同意書，避免插管的痛苦。
2017年3月27日，新聞報導證實豬哥亮因病情需要而住在台大醫院。
2017年5月11日清晨五時，豬哥亮曾經撥電話給余天問候，但誤稱其為議員（可能是「委員」的誤稱，余天曾任立法委員）。豬哥亮復出演藝界後，曾因節目問題，一度與余天傳出有心結，兩方漸至不和，報刊以「瑜亮情結」諧音稱「余亮情結」。余天得知豬哥亮病重，多次公開表示願意去探病，但未得到回應，一聽到此電話，余天與豬哥亮終於破冰。
2017年5月15日，余天多次請求瞻仰豬哥亮遺容，家屬亦多次婉拒後才同意讓余天瞻仰豬哥亮的最後遺容，多年來「余亮情結」就此告終。

### 病逝與後事

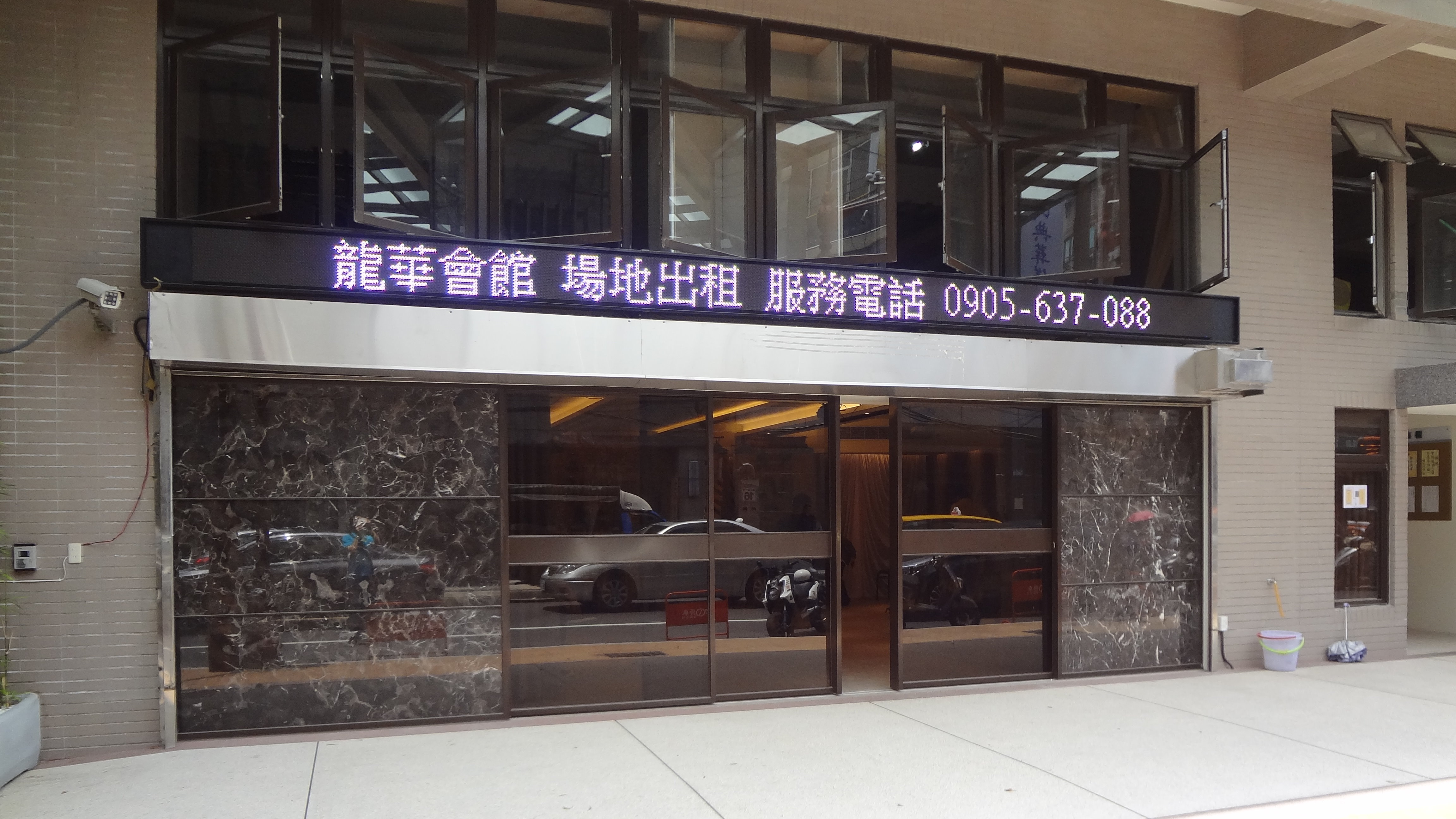
龍華會館

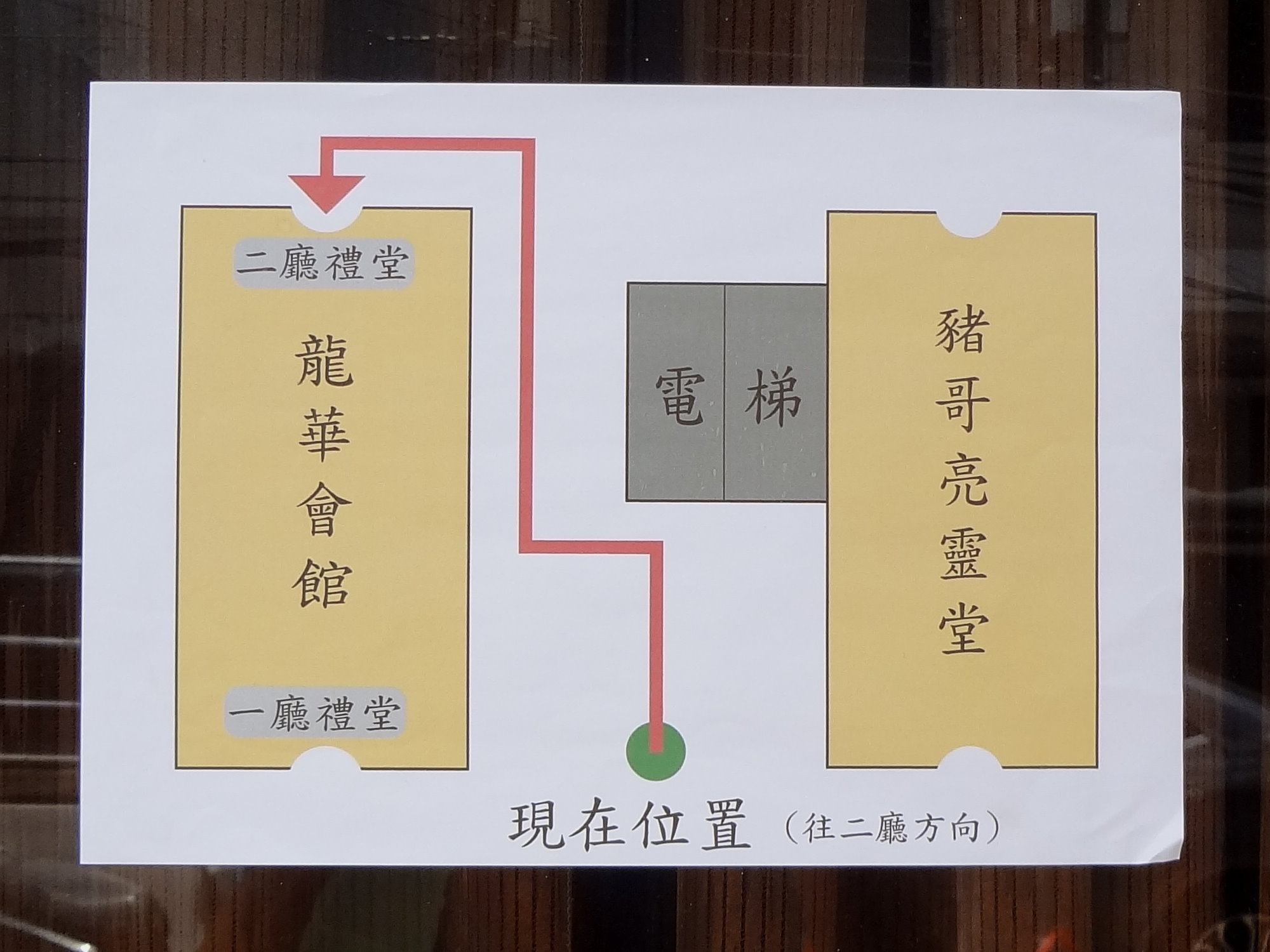
龍華會館大門右側玻璃窗張貼的豬哥亮靈堂地圖

2017年5月15日，豬哥亮因大腸癌末期，癌細胞轉移至肝臟後併發肝衰竭，於晨間5時10分由臺大醫院醫師確認病逝，享壽70歲。在黃良誥協助下，豬哥亮家屬移靈新北市立殯儀館，另於龍華會館設置豬哥亮靈堂；預定6月20日在新北市立殯儀館景福廳舉行豬哥亮告別式，遺體火化後安葬於基隆市擁恆文創園區。由於豬哥亮生前篤信神明，家屬擲筊徵詢他意願，結果指示頭七法會、告別式要採道教儀式進行。演藝圈紛紛前來悼念，中華民國總統蔡英文也發表文章悼念。
豬哥亮原本的遺願是採取土葬，但是家屬擲筊改為火葬，原來是南投一位宮廟負責人黃李濟的主意。黃李濟是豬哥亮生前的好友，特別北上來協助豬哥亮後事。黃李濟說，臺灣喪葬中，土葬在十年後仍需撿骨；但如有地震等天災，如遺骨不在墓中，反而無法撿骨，對後代子孫、風水都不好，反而背離豬哥亮生前篤信臺灣民間信仰的規矩，家屬才決定擲筊，也獲聖筊同意。
6月20日早上在新北市立殯儀館舉行豬哥亮告別式，豬哥亮女兒謝青燕、謝金燕原在19日因為家族內部糾紛發布新聞稿將不出席告別式與追思會，但最後謝青燕、謝金燕與前妻林見如仍現身探望最後一面。周勝考指出，豬哥亮喪禮總花費已經達新臺幣八百萬元，加上相關花費則將達新臺幣上千萬元。豬哥亮的靈厝（紙紮房屋）長八公尺、高三公尺，採傳統三進式建築，格局為挑高四大房，庭院還有噴水池、涼亭、麻將桌，甚至還有直升機等；據悉光紙紮供品就花費新臺幣30萬元。
豬哥亮的葬禮排場風光、豪華盛大，數千名粉絲到殯儀館送他一程。送葬的豪華車隊如龍，場面浩大，繞行整個板橋地區。告別式結束後，車隊到豬哥亮生前曾擔任主任委員的鎮發宮進行路祭。

### 紀念
2022年，豬哥亮的大兒子謝順福與新創科技「光時代」團隊合作，透過虛實共演科技打造的「豬哥師與小和尚」AI影片，豬哥亮女兒謝金晶為小和尚一角配音。

## 家庭

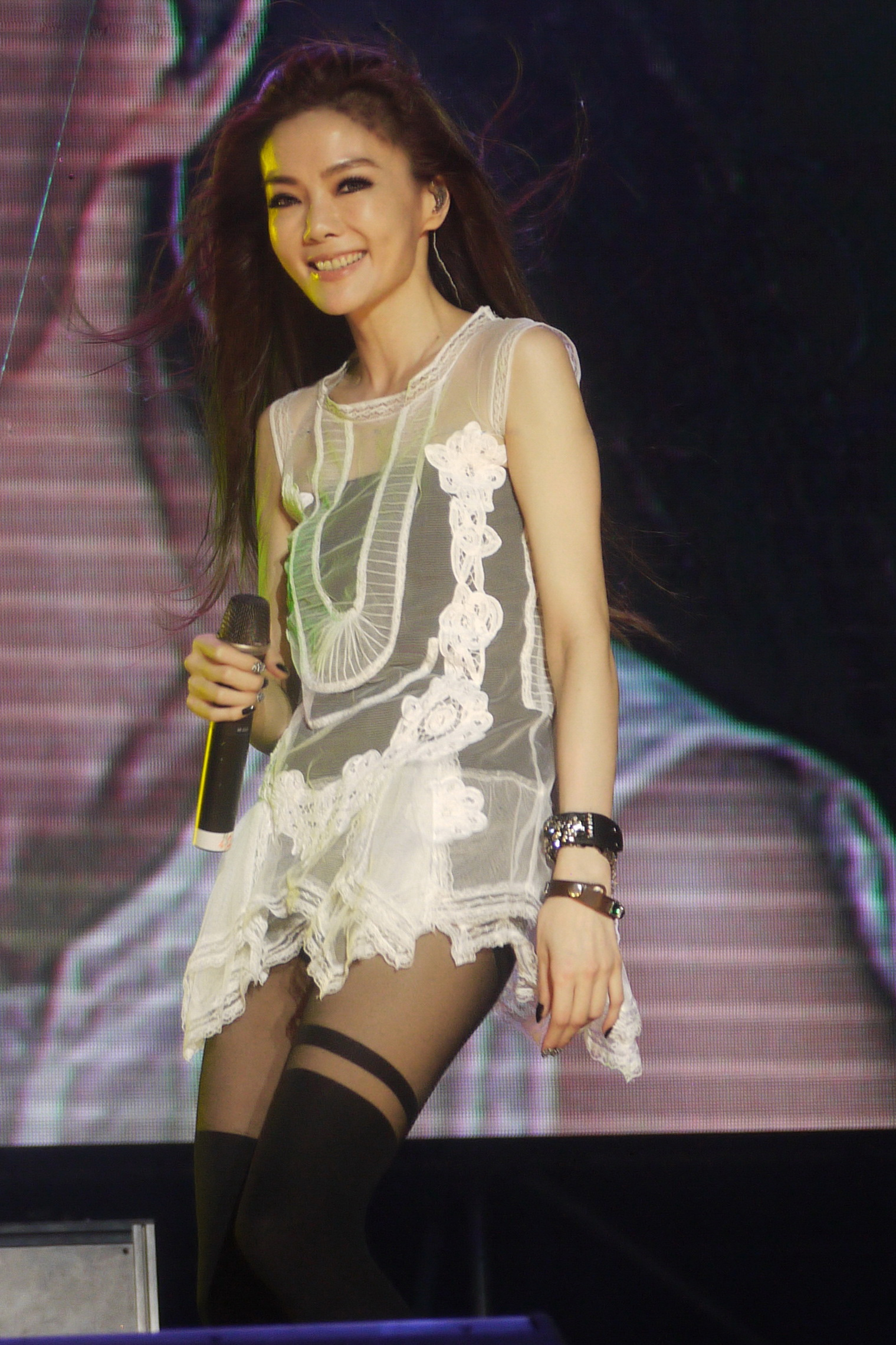
豬哥亮的二女兒謝金燕為流行音樂女歌手

豬哥亮曾說自己有四任太太，感情生活豐富，但其實他擁有的是：三段婚姻，一位同居人，合共育有兩男三女：大兒子為謝順福（第1任妻子所生），大女兒為謝青燕（第2任妻子林見如所生），二女兒為謝金燕（第2任妻子林見如所生），三女兒為謝金晶（同居人郭憶蘭所生），小兒子為謝佑昀（第3任妻子葉瑞美所生）。謝順福是音樂製作人、作詞家及作曲家。謝金燕、謝金晶目前仍活躍於演藝圈，是知名的臺語流行音樂歌手、演員。
2014年10月30日，豬哥亮與謝金晶一起參加《康熙來了》錄影，正式重逢。
2016年5月14日，謝金燕於台北小巨蛋演唱會上播放影片，揭發豬哥亮以往如何對待謝金燕母女，包括外遇、家暴、負債等；猪哥亮在事件發生後22小時內自拍長達10分鐘影片，發放各大傳媒，回批謝金燕「妳好毒」、「吃果子沒拜樹頭」 。
2017年3月28日，豬哥亮病危，謝金燕與豬哥亮兩人破冰，並發表共同聲明。
2017年5月15日，家屬於豬哥亮病逝後，發出聲明稿，感謝各界關心。

## 演藝風格

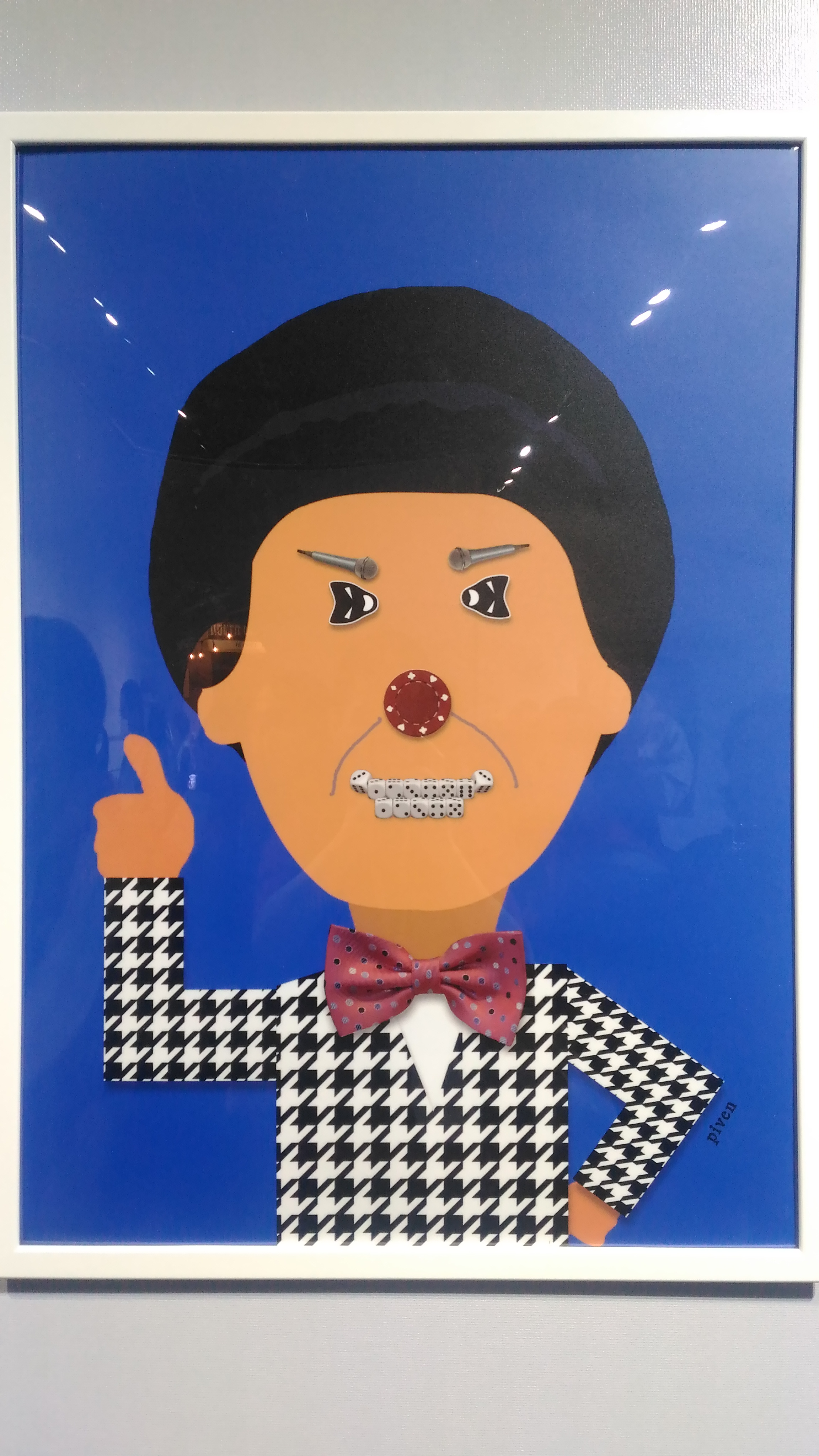
以色列藝術家哈諾·皮芬，以即興拼貼藝術，在2018年台北國際書展期間向豬哥亮致敬。

豬哥亮早期演出時沒有無線麥克風，一邊表演一邊拿著麥克風講話不方便，於是靈機一動將麥克風用繩子掛在胸前，就成為了豬哥亮的「招牌」之一，甚至也有節目主持人模仿豬哥亮把麥克風掛在胸前的樣子，直到無線麥克風問世後，豬哥亮不改舊習，也經常把麥克風掛在胸前，把雙手空出來方便表演短劇，與來賓或觀眾對話時也容易表達肢體語言。
豬哥亮工作上不擺架子，為人和氣，早年對節目事必躬親，把演員當成家人，並與工作人員或劇團成員共餐同食，他說這是「師父林松煙傳下來的」。每次演戲或節目的開鏡儀式，篤信神佛的豬哥亮，一定會要求祭祀三種神靈：土地公、地基主、好兄弟（舞臺神），且豬哥亮會親自指導祭祀。

## 演出作品

### 電視劇
| 年份   | 頻道 | 劇名         | 飾演   | 性質 |
| 1982年 | 華視 | 《奮鬥人生》 | 廖得高 | 配角 |
| 2011年 | 中視 | 《珍愛林北》 | 林北   | 主演 |

### 電影
| 年份   | 片名             | 飾演             | 性質     |
| 1984年 | 《他槓龜我發財》 | 阿亮             | 配角     |
| 1987年 | 《大頭兵出擊》   | 豬哥亮           | 客串     |
| 1988年 | 《孩子王》       | 豬哥亮           | 配角     |
| 1988年 | 《天下一大樂》   | 豬哥亮           | 主演     |
| 1990年 | 《少爺當大兵》   | 福利社老闆       | 配角     |
| 1994年 | 《新少林五祖》   | 蠟人張／雞婆大師 | 客串     |
| 2011年 | 《雞排英雄》     | 張進亮           | 特別演出 |
| 2012年 | 《新天生一對》   | 荔父             | 其他角色 |
| 2013年 | 《大尾鱸鰻》     | 朱大德／老賀     | 主演     |
| 2014年 | 《大稻埕》       | 朱教授／豬頭師   | 主演     |
| 2015年 | 《大囍臨門》     | 李金爽           | 主演     |
| 2016年 | 《大尾鱸鰻2》    | 朱大德           | 主演     |
| 2016年 | 《大顯神威》     | 王富貴（豬哥仙） | 主演     |
| 2017年 | 《大釣哥》       | 藍大釣           | 主演     |

### 微電影
| 年份   | 片名           | 飾演   | 性質 | 合作演員 |
| 2014年 | 《思念你的心》 | 流浪漢 | MV   | 謝金晶   |

### MV
| 年份   | 歌名                | 歌手/團體     | 備註                     |
| 2009年 | 帥哥                | 大囍門        | 客串演出                 |
| 2010年 | 隨人打算            | 蔡佳瑩&豬哥亮 |                          |
| 2010年 | 東山再起            | 豬哥亮        |                          |
| 2010年 | 牽K耐               | 蔡佳瑩&豬哥亮 | 民視八點檔夜市人生片尾曲 |
| 2010年 | 越頭看自己          | 豬哥亮        |                          |
| 2010年 | 歸叢好好            | 豬哥亮        | 荒山亮客串演出           |
| 2011年 | 阿爸的子            | 豬哥亮        |                          |
| 2011年 | 賺錢照步來          | 豬哥亮        |                          |
| 2011年 | 戒賭戒菸戒酒        | 豬哥亮        |                          |
| 2011年 | 同父異母            | 荒山亮&豬哥亮 |                          |
| 2011年 | 一條內酷帶          | 周三珊&豬哥亮 |                          |
| 2011年 | 送你一句 I AM SORRY | 周三珊&豬哥亮 |                          |
| 2013年 | 我是恁老爸          | 豬哥亮        | 電影大尾鱸鰻主題曲       |
| 2025年 | 阿爸的話            | 豬哥亮        | 首支「AI豬哥亮」         |

## 主持作品

### 電視節目
| 年份   | 頻道             | 節目                                                    | 備註                                                 |
| ------ | ---------------- | ------------------------------------------------------- | ---------------------------------------------------- |
| 1987年 | 台視             | 《我愛彩虹》                                            | 「彩虹大歌廳」單元，與賀一航搭檔主持，使用國語發音   |
| 1993年 | 飛梭綜藝台       | 《豬哥亮臭彈秀》                                        | 與姚黛瑋、謝金燕、蔡佳宏、王彩樺、別霖合作主持       |
| 1994年 | 飛梭綜藝台       | 《王牌豬哥秀》                                          | 與謝金燕搭檔主持                                     |
| 1996年 | GTV27            | 《豬哥亮夜市流動秀》                                    | 與吳佳珊、許傑輝合作主持                             |
| 2009年 | 民視             | 《豬哥會社》                                            | 與侯怡君搭檔主持                                     |
| 2010年 | 民視             | 《民視第一發發發》除夕特別節目                          | 與胡瓜、陳美鳳、侯怡君、董至成、小鐘、陳亞蘭合作主持 |
| 2011年 | 民視             | 《民視第一發發發》除夕特別節目                          | 與胡瓜、陳美鳳、侯怡君合作主持                       |
| 2012年 | 民視             | 《民視第一發發發》除夕特別節目                          | 與胡瓜、陳美鳳、侯怡君合作主持                       |
| 2011年 | 壹電視綜合台     | 《豬哥壹級棒》                                          | 與苗可麗搭檔主持                                     |
| 2012年 | 中視             | 《萬秀豬王》                                            | 與陳亞蘭搭檔主持                                     |
| 2014年 | 華視             | 《華視天王豬哥秀》                                      | 與陳亞蘭搭檔主持                                     |
| 2015年 | 三立台灣台、華視 | 《三羊開泰慶團圓-立馬發財喜洋洋之豬事大吉》除夕特別節目 | 與澎恰恰、許效舜、苗可麗、謝金晶合作主持             |
| 2017年 | 三立台灣台、華視 | 《金雞獻瑞迎新春之豬事大吉》除夕特別節目                | 與澎恰恰、許效舜、苗可麗、謝金晶合作主持             |

### 影視錄影帶
| 發行     | 節目 |
| -------- | --- |
| 三立影視 | 《豬哥亮歌廳秀》 《台灣歌謠一百年》 《豬哥亮與嘉慶君》                                                                    |
| 巨登育樂 | 《巨登大歌廳》 《豬哥亮俱樂部》 《豬哥亮新錄影秀》 《豬哥亮卡拉OK秀》 《黑貓夜總會》（和白冰冰主持） 《豬哥亮爆笑劇》系列 |

### 歌廳主持
- 高雄市藍寶石大歌廳
- 高雄市喜相逢大歌廳

### 歌舞秀
| 年份   | 名稱                                  | 介紹 |
| ------ | ------------------------------------- | ---- |
| 2010年 | 「萬秀之王」豬哥亮豪華歌舞秀全台公演  | 主持 |
| 2011年 | 「萬秀之王2」豬哥亮豪華歌舞秀全台公演 | 主持 |

## 音樂作品

### 專輯
| 年份   | 專輯名稱         | 類型     | 發行公司 | 發行日期      | 曲目 |
| ------ | ---------------- | -------- | -------- | ------------- | --- |
| 2010年 | 東山再起         | 華語流行 | 動脈音樂 | 2010年9月16日 | 歌名 1. 今生跟我 2. 牽K耐 3. 歸叢好好 4. 越頭看自己 5. 隨人打算 6. 東山再起 7. 孤單雙人枕 8. 好歹攏過去 9. 沙聲的情歌 10. 為咱子孫掛好名                                  |
| 2011年 | 一條內酷帶       | 華語流行 | 動脈音樂 | 2011年9月17日 | 歌名 1. 一條內酷帶 2. 戒賭戒菸戒酒 3. 送你一句IAm Sorry 4. 阿爸的子 5. 賺錢照步來 6. 不通人招你就行 7. 一片當歸 8. 過情關 9. 知己的朋友                                   |
| 2013年 | 你永遠是我的最愛 | 華語流行 | 禾廣娛樂 | 2013年1月24日 | 歌名 1. 一場、一場表演 2. 我是恁老爸 3. 搬來阮的心肝底 4. 你永遠是我的最愛 5. 觀自在 6. 老伴 7. 紅嘴唇 8. 呵咾甲會喋舌 9. 萬事OK 10. 皮阿諾桑 11. 眠夢攏會笑 12. 好裡家在 |

### 合作歌曲
| 編號 | 歌名                    | 主唱          | 作詞   | 作曲   | 備註                       |
| ---- | ----------------------- | ------------- | ------ | ------ | -------------------------- |
| 1    | 《牽K耐》               | 蔡佳瑩&豬哥亮 | 謝順福 | 謝順福 | MV導演：羅安得             |
| 2    | 《隨人打算》            | 蔡佳瑩&豬哥亮 | 武雄   | 紀利男 | 編曲：陳玉立               |
| 3    | 《同父異母》            | 荒山亮&豬哥亮 | 豬哥亮 | 陳玉立 | 編曲：陳玉立               |
| 4    | 《冰的啦》              | 吳克羣        | 吳克羣 | 吳克羣 | Feat：豬哥亮、MV導演：常忻 |
| 5    | 《一條內酷帶》          | 周三珊&豬哥亮 | 武雄   | 陳玉立 | MV導演：羅安得             |
| 6    | 《送你一句 I AM SORRY》 | 周三珊&豬哥亮 | 武雄   | 陳玉立 | MV導演：羅安得             |

### 未發行單曲
| 編號 | 歌名               | 主唱          | 作詞   | 作曲   | 編曲         | 備註                 |
| ---- | ------------------ | ------------- | ------ | ------ | ------------ | -------------------- |
| 1    | 《錢來也》         | 豬哥亮        | 張宗榮 | 林玉峰 | 孔鏘超級樂團 | 豬哥會社主題曲       |
| 2    | 《華視天王豬哥秀》 | 豬哥亮&陳亞蘭 | 謝順福 | 謝順福 | 孔鏘超級樂團 | 華視天王豬哥秀主題曲 |

### 錄音帶
| 發行       | 節目                                                                              |
| 藍天音樂帶 | 《豬哥亮與嘉慶君》 《豬哥亮與廖添丁》 《豬哥亮－白金十字鍊》 《豬哥亮與鱸鰻查某》 |

## 專欄
- 蘋果日報〈豬哥解惑王信箱〉

## 獎項

### 金鐘獎
| 年份   | 金鐘獎       | 獎項             | 作品         | 結果 |
| ------ | ------------ | ---------------- | ------------ | ---- |
| 2010年 | 第45屆金鐘獎 | 綜藝節目主持人獎 | 《豬哥會社》 | 獲獎 |
| 2012年 | 第47屆金鐘獎 | 綜藝節目主持人獎 | 《豬哥會社》 | 提名 |
| 2014年 | 第49屆金鐘獎 | 綜藝節目主持人獎 | 《萬秀豬王》 | 提名 |

### 其他
- 2009年Yahoo!奇摩第1屆Yahoo!搜尋人氣大獎爆紅主持人搜尋大獎
- 2011年和2012年第二屆和第三屆壹周刊娛樂大賞豬哥亮獲得最受歡迎主持人獎
- 2015年豬哥亮演的電影大囍臨門，豬哥亮獲得中國大陸浙江省鳳凰獎男主角獎影帝獎

## 逝世後出現的網路迷因
豬哥亮逝世後，粉絲仍非常尊重和喜愛他，故在網路上出現的一連串的迷因。

### 科技藝術展
豬哥亮長子謝順福宣布將於擁恆文創園區展開為期一個月的AI＋AR豬哥亮科技藝術展， 讓粉絲能一飽眼福。

### AI合成廣告
豬哥亮藉著AI科技重出江湖，與女兒謝金晶、兒子謝順福同台演出，人像與聲音極盡逼真，讓大家看得直呼驚奇連連。

### 復活拍《大尾鱸鰻3》事件
2023年12月底開始，有大量網友、粉絲開始瘋傳「豬哥亮復活」等消息，甚至發揮創意極盡惡搞，還強調會復出拍電影《大尾鱸鰻3》引發爭議。豬哥亮的女兒謝金晶大氣地說，他們有很多的創意，說不定真的能產出《大尾鱸鰻3》，透過AI技術讓爸爸出現，「如果劇本真的很棒的話，拍得也很好，那有何不可？讓大家在過年的時候，多了一部很棒的賀歲片可以看。」

### 豬哥亮當選總統大選事件
2024年1月13日總統大選後，「台灣迷因 taiwan meme」這位用戶在YouTube上傳了一部叫做「豬哥亮當選2024台灣榮譽總統記者會影片」的影片，引起網友熱議。

## 外部連結

### 個人專訪、報導
- 豬哥亮於2017年初接受周刊專訪 （页面存档备份，存于）

### 表演
- 豬哥亮 歷年專輯與介紹 （页面存档备份，存于）在KKBOX的頁面
- 豬哥亮在互联网电影资料库（IMDb）上的資料（英文）
- 豬哥亮在香港影庫上的簡介
- 豬哥亮在时光网上的簡介（简体中文）
- 豬哥亮在豆瓣上的资料（简体中文）